# Kœnigsmark (film, 1953)
Pour les articles homonymes, voir Kœnigsmark.
Pour plus de détails, voir Fiche technique et Distribution.
Kœnigsmark est un film français de Solange Térac, sorti en 1953, et constitue la troisième adaptation cinématographique du roman éponyme de Pierre Benoit.

## Synopsis
À la cour de Lautenberg, un jeune professeur de français, Vignerte, est pris au service particulier du jeune Prince ainsi que comme lecteur de la Grande-Duchesse...

## Fiche technique
- Titre : Kœnigsmark
- Réalisation : Solange Térac
- Scénario : d'après le roman éponyme de Pierre Benoit
- Décors : Robert Dumesnil
- Photographie : Pierre Petit
- Photographe de Plateau : Léo Mirkine
- Musique : Marius Constant
- Montage : Andrée Feix
- Superviseur : Christian-Jaque
- Sociétés de production : Productions Sigma (co-production) avec Excelsa Film
- Pays :  France
- Format : Noir et blanc - 1,37:1 - 35 mm - Son mono
- Genre : Drame
- Durée : 90 minutes
- Date de sortie : 
  - France - 15 juillet 1953
- Affiche : Guy-Gérard Noël (France)

## Interprétation
- Jean-Pierre Aumont : Raoul Vignerte
- Albert Duvaleix
- Renée Faure : Mélusine de Graffendried
- Richard Flagey
- Roldano Lupi : Frédéric de Lautenberg
- Silvana Pampanini : Aurore de Lautenberg
- Jean-Michel Rankovitch
- Philippe Richard
- René Sauvaire
- Louis Seigner : Cyrus Beck